# Sam Avezou
Pour les articles homonymes, voir Avezou.
Sam Avezou, né le 22 mars 2001, est un grimpeur français.

## Biographie
Sam Avezou, fils de la grimpeuse Cécile Avezou et frère du grimpeur Léo Avezou et de la grimpeuse Zélia Avezou, est médaillé de bronze en combiné aux Jeux olympiques de la jeunesse de 2018 à Buenos Aires.
Il obtient sa première médaille internationale en senior en étant médaillé d'argent en bloc aux Championnats d'Europe d'escalade 2022 à Munich, puis est médaillé de bronze à la Coupe du monde d'escalade de 2023 à Innsbruck.
En 2024, il est qualifié pour l'épreuve de combiné des Jeux olympiques d'été de 2024 à Paris, où il échoue à sa qualifier pour la finale en terminant 11e de la demi-finale.